# Катулин, Алексей Захарович
Алексей Захарович Катулин (6 [19] февраля 1906, Москва — 31 октября 1982) — советский борец классического стиля, чемпион и призёр чемпионатов СССР, Заслуженный мастер спорта СССР (1936), Заслуженный тренер СССР (1956), Заслуженный работник культуры РСФСР (1972). Участник Великой Отечественной войны. Член КПСС с 1931 года.

## Биография
Работал на обувной фабрике, в свободное время играл в футбол, катался на коньках. Увлёкся борьбой в 1922 году. В 1930-х годах был одним из сильнейших борцов СССР. Участвовал в шести чемпионатах СССР (1933—1939). Судья всесоюзной категории (1937).
Участник Великой Отечественной войны, 25 июня 1941 года зачислен в особую бригаду НКВД, лейтенант. Командовал партизанским отрядом в Смоленской области, был комиссаром у Коровина в отряде «Особые» спецназ ОМСБОН НКВД СССР. В ходе одного из боёв в 1942 году был тяжело контужен и попал в плен. Как офицеру и коммунисту ему грозил расстрел, которого ему, однако, удалось избежать. После четырёх неудачных попыток побега ему всё-таки удалось бежать из плена в 1944 году.
Почётный судья всесоюзной категории (1956), судья международной категории (1955).
Выпускник ГЦИФК (1930), доцент, заведующий кафедрой борьбы ГЦОЛИФК 1937—1939 гг. и 1958—1972 гг., декан спортивного факультета. Тренер сборной СССР по вольной борьбе. Был одним из тех, кто готовил советских борцов к триумфальному дебюту на Олимпийских играх 1952 года в Хельсинки.
Председатель Федерации борьбы СССР с 1947 года, первый отечественный вице-президент Международной любительской Федерации борьбы в 1956—1970 годах (с 1970 г. — почётный вице-президент).
Катулиным, в том числе в соавторстве, опубликовано несколько книг, посвящённых борьбе — «Борьба классическая и вольная», «Борьба», «Классическая борьба», «Счастливое число», «Спортивная борьба».
Скончался в 1982 году. Урна с прахом находится в колумбарии Ваганьковского кладбища города Москвы.

## Награды
- 2 ордена Трудового Красного Знамени (22.07.1937, 27.04.1957 — «за успехи, достигнутые в деле развития массового физкультурного движения в стране, повышения мастерства советских спортсменов, и успешное выступление на международных соревнованиях»)
- орден Красной Звезды (1945)[7]
- медали «За оборону Москвы», «За победу над Германией в Великой Отечественной войне 1941—1945 гг.»[8].

## Спортивные результаты
- Чемпионат СССР по классической борьбе 1933 года — ;
- Чемпионат СССР по классической борьбе 1934 года — ;
- Чемпионат СССР по классической борьбе 1935 года — ;
- Чемпионат СССР по классической борьбе 1938 года — ;
- В период с 1927 по 1937 год на международных соревнованиях в Швеции, Норвегии, Дании, Германии, Турции, Финляндии провёл 86 встреч и все выиграл.

## Память
Рассказ Бориса Раевского «Вице-президент» посвящён «Замечательному советскому борцу и тренеру, вице-президенту ФИЛА Алексею Катулину».